# Angle de Weinberg

L’angle de Weinberg et ses relations avec les constantes de couplage et ainsi que.

L'angle de Weinberg, ou angle de mélange électrofaible, est un paramètre de la théorie électrofaible établissant une relation entre la masse des bosons W et Z :
{\displaystyle \cos \theta _{W}={\frac {M_{W}}{M_{Z}}}.}
Cet angle représente la rotation effectuée lors de la brisure spontanée de symétrie sur le plan des bosons W0 et B0 lorsqu'ils produisent un boson Z et un photon selon la matrice suivante :
{\displaystyle {\begin{pmatrix}\gamma \\Z^{0}\end{pmatrix}}={\begin{pmatrix}\cos \theta _{W}&\sin \theta _{W}\\-\sin \theta _{W}&\cos \theta _{W}\end{pmatrix}}{\begin{pmatrix}B^{0}\\W^{0}\end{pmatrix}}}.
Afin de simplifier les calculs la quantité {\displaystyle \sin ^{2}\!\theta _{\mathrm {W} }} est la plus souvent employée :
{\displaystyle \sin ^{2}\!\theta _{\mathrm {W} }=1-\left({\frac {m_{\mathrm {W} }}{m_{\mathrm {Z} }}}\right)^{2}=0,22290(30)},
où {\displaystyle m_{\mathrm {W} }} et {\displaystyle m_{\mathrm {Z} }} sont les masses respectives d’un boson W± et d’un boson Z0,
et avec {\displaystyle {\frac {m_{\mathrm {W} }}{m_{\mathrm {Z} }}}=0,88153(17)}.

## Nom et historique
L’éponyme de l’angle est le physicien américain Steven Weinberg, prix Nobel de physique en 1979, avec Sheldon L. Glashow et M. Abdus Salam, pour « leurs contributions à la théorie unifiant les interactions faibles et électromagnétique, en particulier leur prédiction des courants neutres faibles »,,. Weinberg a proposé l’angle dans un article paru dans la revue Physical Review D en 1972 .

### Publication originale de Weinberg
- [Weinberg 1972] (en) S. Weinberg, « Mixing angle in renormalizable theories of weak and electromagnetic interactions » [« Angle de mélange dans les théories renormalisables des interactions faibles et électromagnétiques »], Phys. Rev. D, vol. 5, no 8,‎ 15 avr. 1972, art. no 12, p. 1962-1967 (DOI 10.1103/PhysRevD.5.1962, résumé).